# 威廉·卡纳里斯
威廉·弗朗茨·卡纳里斯（德語：Wilhelm Franz Canaris，1887年1月1日—1945年4月9日），德国海军上将，曾担任纳粹德国时期军事情报机构阿勃维尔的负责人（1935年－1944年），反对希特勒的军官行动的主要参与者。第一次世界大战期间在海军服役。西班牙内战期间，负责德国对弗朗西斯科·佛朗哥的援助工作。他曾担任帕斯特里欧斯行动的首脑，还曾录用几名反希特勒密谋分子进入阿勃维尔，并掩护他们的活动，1944年2月他被调任军队的经济工作。1944年7月20日暗杀希特勒的计划失败后被捕，在弗洛森比格集中营被处死。
他和阿勃維爾成員舒特拉的關係常被舒特拉使用來保護他工廠的猶太人免受黨衛軍迫害和處死。